# Livingston (circonscription du Parlement britannique)
Pour les articles homonymes, voir Livingston.
Livingston est une circonscription électorale britannique située en Écosse.